# لوثر بروفتون
لوثر بروفتون (بالإنجليزية: Luther Broughton)‏ هو لاعب كرة قدم أمريكية أمريكي، ولد في 30 نوفمبر 1974 في تشارلستون في الولايات المتحدة.

## وصلات خارجية
- لوثر بروفتون على موقع كلية كرة السلة في سبورتس رفرنس.كوم (الإنجليزية)
- لوثر بروفتون على موقع مرجع كرة القدم المحترفة.كوم (الإنجليزية)